# Mainé-soroa

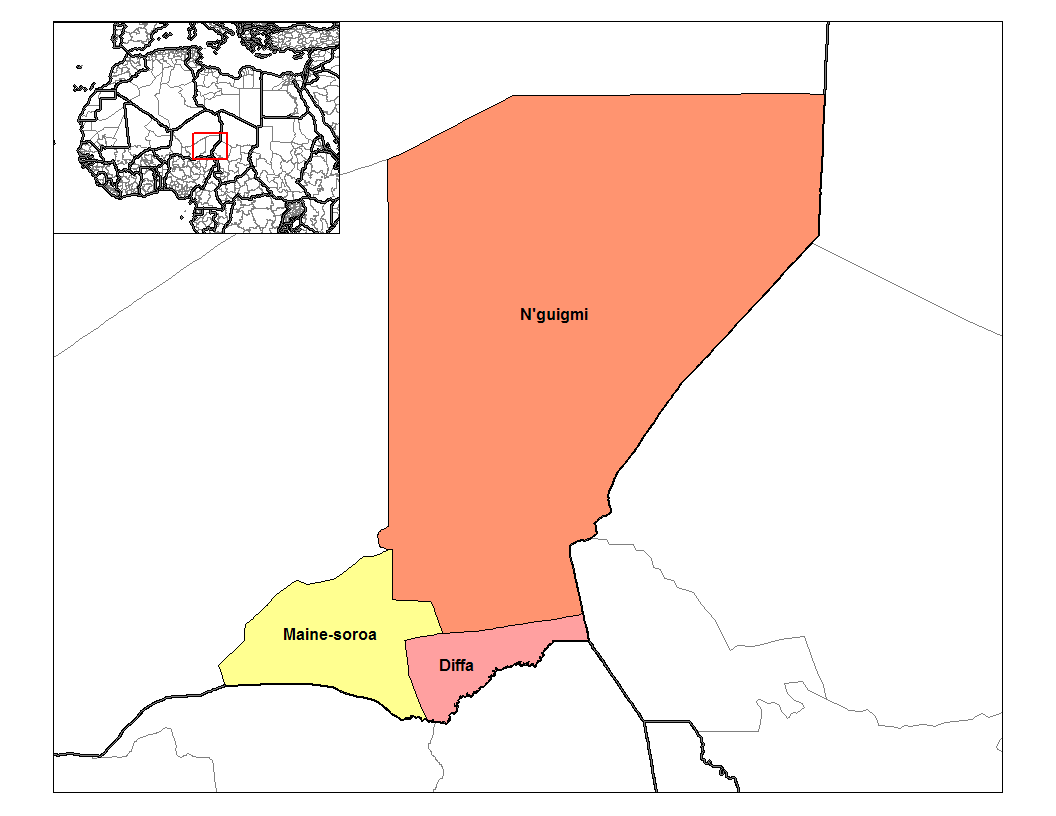
Mainé-Soroa (em amarelo)

Mainé-soroa é um arrondissement do departamento de Diffa, no Níger.